# Federica Lucisano
Federica Lucisano (Roma, 15 febbraio 1967) è una produttrice cinematografica italiana.

## Biografia
Figlia del produttore Fulvio Lucisano.
Ancor prima di aver conseguito la laurea con lode in Economia e Commercio all'Università La Sapienza, lavora come segretaria di produzione per la IIF-Italian International Film, una casa di produzione e distribuzione cinematografica e televisiva fondata nel 1958 da suo padre Fulvio Lucisano, partecipando così alla realizzazione di lungometraggi come Otello (1986) di Franco Zeffirelli e In una notte di chiaro di luna di Lina Wertmüller (1989). 
Successivamente si occupa all'interno del gruppo delle acquisizioni estere, firmando importanti distribuzioni italiane (Quattro matrimoni e un funerale), fino alla carica nel 2003 di amministratore delegato della società, apportando un cospicuo contributo all'azienda grazie anche alle sue intuizioni di scouting artistico tra i giovani attori emergenti.
Attualmente ricopre il ruolo di amministratore delegato di Lucisano Media Group (che controlla al 100% anche la casa di produzione IIF), continuando a concentrare l'attività della società sulla produzione di commedie e sulla distribuzione di importanti produzioni internazionali di successo.

## Filmografia

### Cinema
- Il segreto del giaguaro, regia di Antonello Fassari (2000)
- La mia vita a stelle e strisce, regia di Massimo Ceccherini (2003)
- Notte prima degli esami, regia di Fausto Brizzi (2006)
- Notte prima degli esami - Oggi, regia di Fausto Brizzi (2007)
- Cemento armato, regia di Marco Martani (2007)
- Questa notte è ancora nostra, regia di Paolo Genovese e Luca Miniero (2008)
- Ex, regia di Fausto Brizzi (2009)
- Maschi contro femmine, regia di Fausto Brizzi (2010)
- Femmine contro maschi, regia di Fausto Brizzi (2011)
- Nessuno mi può giudicare, regia di Massimiliano Bruno (2011)
- Ex - Amici come prima!, regia di Carlo Vanzina (2011)
- All'ultima spiaggia, regia di Gianluca Ansanelli (2012)
- Viva l'Italia, regia di Massimiliano Bruno (2012)
- Mai stati uniti, regia di Carlo Vanzina (2013)
- Buongiorno papà, regia di Edoardo Leo (2013)
- Un matrimonio da favola, regia di Carlo Vanzina (2014)
- Pane e burlesque, regia di Manuela Tempesta (2014)
- Confusi e felici, regia di Massimiliano Bruno (2014)
- Scusate se esisto!, regia di Riccardo Milani (2014)
- Noi e la Giulia, regia di Edoardo Leo (2015)
- Tutte lo vogliono, regia di Alessio Maria Federici (2015)
- Io che amo solo te, regia di Marco Ponti (2015)
- Gli ultimi saranno ultimi, regia di Massimiliano Bruno (2015)
- Se mi lasci non vale, regia di Vincenzo Salemme (2016)
- Che vuoi che sia, regia di Edoardo Leo (2016)
- La cena di Natale, regia di Marco Ponti (2016)
- Beata ignoranza, regia di Massimiliano Bruno (2017)
- I peggiori, regia di Vincenzo Alfieri (2017)
- La casa di famiglia, regia di Augusto Fornari (2017)
- Il premio, regia di Alessandro Gassmann (2017)
- Io c'è, regia di Alessandro Aronadio (2018)
- Una vita spericolata, regia di Marco Ponti (2018)
- Ricchi di fantasia, regia di Francesco Miccichè (2018)
- Nessuno come noi, regia di Volfango De Biasi (2018)
- Non ci resta che il crimine, regia di Massimiliano Bruno (2019)
- 7 ore per farti innamorare, regia di Giampaolo Morelli (2020)
- Una famiglia mostruosa, regia di Volfango De Biasi (2021)
- Lasciarsi un giorno a Roma, regia di Edoardo Leo (2021)
- La cena perfetta, regia di Davide Minnella (2022)
- Falla girare, regia di Giampaolo Morelli (2022)
- I migliori giorni, regia di Massimiliano Bruno ed Edoardo Leo (2023)
- Tramite amicizia, regia di Alessandro Siani (2023)
- I peggiori giorni, regia di Massimiliano Bruno ed Edoardo Leo (2023)
- Cattiva coscienza, regia di Davide Minnella (2023)
- Succede anche nelle migliori famiglie, regia di Alessandro Siani (2024)
- Falla girare 2 - Offline, regia di Giampaolo Morelli (2024)
- Non sono quello che sono, regia di Edoardo Leo (2024)

### Televisione
- Due imbroglioni e... mezzo!, regia di Franco Amurri (2007)
- Il sistema (2016)
- Ritorno al crimine, regia di Massimiliano Bruno - film TV (2021)
- Ai confini del male, regia di Vincenzo Alfieri (2021)
- Non ci resta che il crimine - La serie, regia di Massimiliano Bruno e Alessio Maria Federici (2023)

## Premi
- 2006 : Premio Kineo “Diamanti al Cinema” per il migliore produttore per Notte prima degli esami[5].